# На графских развалинах
«На гра́фских разва́линах» — детская приключенческая повесть Аркадия Гайдара, написанная в 1929 году, одно из ранних произведений писателя. Впервые опубликована в том же году отдельным изданием в издательстве «Молодая гвардия». Сам Гайдар не включал повесть в сборники своих сочинений.
В 1958 году вышел одноимённый фильм по повести, ставший режиссёрским дебютом Владимира Скуйбина.

## Сюжет
Действие происходит на юге России через несколько лет после Октябрьской социалистической революции 1917 года. Друзья Яшка и Валька живут в деревне, неподалёку от которой находятся развалины графской усадьбы. Отец Яшки Нефёдыч когда-то работал садовником у графа, и у него сохранилась фотография, где изображён сын графа под пальмой, специально заказанной под Батуми. В подвале заброшенной усадьбы Яшка и Валька прячут пса Волка, которого соседи обвиняют в удушении трёх своих кур.
Однажды Яшка встречает неподалёку от деревни мальчишку-беспризорника Митьку по прозвищу Дергач, который рассказывает, что потерялся во время голода и мечтает найти своих родных. Какое-то время он находился среди налётчиков во главе с Хрящом, однако потом сбежал от них, и теперь ему нельзя снова попадаться Хрящу на глаза. Дергач спит вместе с Волком в подвале графской усадьбы, и ребята хранят его пребывание там в тайне от всех.
Между тем в окрестностях появляются двое людей, интересующихся усадьбой. Они узнают от Нефёдыча, что у него есть фотография с пальмой, и предлагают продать её, но тот не может найти снимок, который Яшка отдал Дергачу. Дергач узнал на снимке кого-то знакомого, но пока не стал рассказывать про это ребятам. Как-то ночью Яшка и Валька видят среди развалин усадьбы огонёк, а однажды во двор к Вальке прибегает лающий Волк, к ошейнику которого привязана фотография. Той же ночью кто-то проникает во двор и пытается убить Волка и отрывает часть фотографии. На следующий день друзья не находят Дергача в подвале усадьбы. При этом они обнаруживают в газете объявление о том, что мальчика Дмитрия Ёлкина разыскивают его родители, проживающие в Саратовской губернии.
Как выясняется, ставший бандитом сын старого графа в компании с Хрящом прибыл для того, чтобы найти клад, зарытый графом под пальмой при наступлении «красных». Однако пальмы больше нет, и чтобы найти место, где она находилась, Хрящ под видом специалиста по архитектуре и пытался купить фотографию у отца Яшки. Дергач, услышав разговор бандитов в усадьбе, освободил Волка и с запиской, написанной на обороте фотокарточки, послал его ребятам. Волка пытался убить Хрящ и оторвал верхнюю половину карточки. Из-за раны на шее Волка записка оказалась залита кровью и стала нечитаемой. Бандиты нашли Дергача и, связав, заперли в одной из комнат лесной избушки, где они прятались.
Купив у Нефёдыча второй обрывок фотографии, бандиты определили место и выкопали сейф с драгоценностями. Дергач, которому удалось освободиться от верёвки и перебраться на чердак, успевает передать пришедшему на его поиски Яшке, что нужно срочно звать милицию. Сам Дергач запирает изнутри дверь домика, когда бандиты отходят за водой. Те поджигают дом, но вскоре подоспевшие милиционеры спасают мальчика и убивают в ходе перестрелки Хряща.
Яшка и Валька навещают Дергача в больнице и сообщают ему, что все ребята считают его героем, а его родители нашлись и скоро приедут забрать его.